# Nykøbing Strandhuse
Nykøbing Strandhuse – miasto w Danii, w regionie Zelandia, w gminie Guldborgsund.